# Palicourea crocea
Palicourea crocea là một loài thực vật có hoa trong họ Thiến thảo. Loài này được (Sw.) Schult. mô tả khoa học đầu tiên năm 1819.